# Bouvardia chrysantha
Bouvardia chrysantha är en måreväxtart som beskrevs av Carl Friedrich Philipp von Martius. Bouvardia chrysantha ingår i släktet Bouvardia och familjen måreväxter. Inga underarter finns listade i Catalogue of Life.